# Top Dawg Entertainment
La Top Dawg Entertainment (TDE) è un'etichetta discografica indipendente statunitense fondata nel 2004, dal CEO Anthony "Top Dawg" Tiffith. Dave Free e il rapper Punch sono i presidenti. Attualmente sono undici gli artisti che hanno un contratto con l'etichetta: i Black Hippy ovvero Kendrick Lamar, Jay Rock, Ab-Soul e Schoolboy Q, Isaiah Rashad, SZA, Lance Skiiiwalker, SiR, Reason, Zacari e Doechii.

## Storia

### 2003-2012
Nel 1997, Anthony Tiffith iniziò la sua carriera come produttore discografico. all'epoca aveva prodotto musica per rapper come The Game e Juvenile. Nel 2003, Tiffith scoprì Kendrick Lamar che allora aveva quindici anni. Originario di Compton, all'epoca aveva appena pubblicato il suo primo mixtape, che ottenne il riconoscimento locale. Tiffith vide il potenziale in Lamar, e decise di fargli firmare un contratto con l'etichetta discografica. Nel 2005 TDE iniziò ad avere successo acquisendo il rapper californiano Jay Rock. In seguito alla firma di Rock, l'etichetta ha firmato un accordo joint venture con la Warner Bros. e successivamente con Asylum Records.
Nel 2007, il rapper basato di Carson, Ab-Soul è entrato a far parte della casa discografica. Il 10 maggio 2008, l'etichetta pubblicò una compilation intitolata Do It Nigga Squad, Volume 1, che contiene brani dei membri dell'etichetta, con collaborazioni di vari rapper come Schoolboy Q, Lil Wayne e will.i.am.
Nel 2009, il rapper di Los Angeles Schoolboy Q ha firmato con TDE dopo essere stato affiliato con l'etichetta dal 2006. Nel 2009, Schoolboy Q, Lamar, Rock e Ab-Soul formarono un gruppo rap chiamato Black Hippy.
Nel marzo 2012, MTV riferì che la TDE aveva appena concluso un joint venture con Interscope Records e Aftermath Entertainment. Con il nuovo accordo, il secondo album in studio di Kendrick Lamar, Good Kid, M.A.A.D City sarebbe stato pubblicato congiuntamente tramite Top Dawg, Interscope e Aftermath.

### 2013-2014
Nel giugno 2013, Top Dawg annunciò che aveva firmato un contratto con Isaiah Rashad. Il 14 luglio, venne inoltre rivelato che si era unita all'etichetta una cantante R&B emergente di nome SZA.
Dopo non aver pubblicato un album per un anno intero, il 21 dicembre 2013, il CEO Anthony "Top Dawg" Tiffith rivelò di aver in programma di pubblicare un album compilation di tutti gli artisti dell'etichetta nel 2014.

### 2015-presente
Il 1º luglio 2016, il CEO di TDE, Anthony Tiffith, annunciò che l'etichetta avrebbe fatto una tournée. Nel tour si sono esibiti Kendrick Lamar, ScHoolboy Q, Jay Rock, Ab-Soul, Isaiah Rashad, SZA, Lance Skiiiwalker e Punch. Il 19 gennaio 2017, TDE ha annunciato ufficialmente la firma del cantante SiR con l'etichetta.
Il 9 febbraio 2018, l'etichetta ha pubblicato Black Panther: The Album, la colonna sonora del film dei supereroi della Marvel Studios, Black Panther (2018). L'album è stato prodotto da Anthony Tiffith e Kendrick Lamar. Nel 2018, la TDE ha annunciato il The Championship Tour con gli artisti dell'etichetta. L'8 agosto, la label ha annunciato la firma del rapper Reason. Il 25 gennaio 2019 anche Zacari è entrato a far parte dell'etichetta.Nel 2022, la rapper emergente Doechii ha firmato un contratto con l’etichetta.

## Artisti

### Artisti attuali
| Artista           | Anno di debutto | Pubblicazioni con l'etichetta |
| ----------------- | --------------- | ----------------------------- |
| Jay Rock          | 2004            | 12                            |
| Kendrick Lamar    | 2005            | 11                            |
| Ab-Soul           | 2007            | 6                             |
| Schoolboy Q       | 2009            | 7                             |
| Black Hippy       | 2009            | -                             |
| SZA               | 2013            | 2                             |
| Isaiah Rashad     | 2013            | 2                             |
| Lance Skiiiwalker | 2016            | 1                             |
| SiR               | 2017            | 3                             |
| Reason            | 2018            | 1                             |
| Zacari            | 2019            | 1                             |
| Doechii           | 2022            | 1                             |
| Alemeda           | 2024            | -                             |

1. ↑  Anno in cui l'artista è entrato a far parte dell'etichetta discografica

### Produttori discografici
La Top Dawg Entertainment ospita un team di produzione chiamato Digi+Phonics, composto dai produttori musicali Dave Free, Willie B, Tae Beast e Sounwave. Hanno prodotto la maggior parte delle canzoni di TDE.
Il team di produzione THC, un duo di produttori, ha prodotto diverse canzoni dei membri di Black Hippy, tra cui Cartoon & Cereal di Kendrick Lamar e m.A.A.d City, così come Collard Greens di Schoolboy Q e molte altre tracce.
- Top Dawg
- Digi+Phonics
- Dave Free
- Sounwave
- Bestia Tae
- Willie B
- King Blue
- MixedByAli
- THC
- Kal Banx[21]

## Discografia
La discografia di Top Dawg Entertainment è attualmente composta da 21 album in studio, due album di compilation, sei extended play e 17 mixtape. Complessivamente l'etichetta ha venduto oltre dieci milioni di dischi solo negli Stati Uniti.